# دینوسفالوسور
دینوسفالوسور (نام علمی: Dinocephalosaurus) نام یک سرده از راسته نیاسوسماران است.